# ジャン・デュビュッフェ
ジャン=フィリップ=アルチュール・デュビュッフェ（Jean Philippe Arthur Dubuffet, 1901年7月31日 - 1985年5月12日）は、20世紀のフランスの画家。アンフォルメルの先駆者と見なされ、従来の西洋美術の伝統的価値観を否定して、アール・ブリュット（生の芸術）を提唱した。
彼はフォートリエ、ヴォルスらとともに、アンフォルメル（非定形の意味。1950年代に盛んになった前衛美術運動）の先駆者と見なされ、20世紀美術の流れをたどる上で重要な画家の一人である。彼は若い頃にパリで絵画を学んだが、やがて父の仕事と同じワイン商の事業を立ち上げ余暇で絵を描き続けた。画家として立つことを決意したのは遅く1942年、40歳を過ぎてからのことであった。1960年にはパリ装飾美術館でデュビュッフェ回顧展が開催され、1981年にはパリ市立近代美術館でデュビュッフェ生誕80年記念展が開催された。
彼がフランスやスイスの精神病院を訪ねて蒐集した作品は、精神の深淵の衝動が生のままでむき出しに表出されており、ルネッサンス以降の美しい芸術（Beaux-Arts）に対して反文化的だとみなしていた。このコレクションは、1967年にゆかりあるパリ装飾美術館にて初めて展示され、1976年には永続的な管理を引き受けたスイスのローザンヌ市にアール・ブリュット・コレクションが開設された。

## 生誕、絵を学び、ワイン商へと
1901年7月31日、セーヌ＝マリティーム県のル・アーヴルに生誕し、ジャン=フィリップ=アルチュール・デュビュッフェと名付けられた。父母の家業はワインの卸売りであった。1908年に、リセ・フランソワ一世校に入学。ジャンの晩年の『駆け足の自伝』によれば7-8際の頃に母と旅行し、そこで田園で女性が風景を描いているのを見て、帰ってから真似て描いたという。ジャンの父は無神論者で、ジャン自身は旧友の影響で聖体礼儀を受けたがまもなく自身の判断で信仰をやめた。16歳には文学に目覚めボードレールの『悪の華』に感動したが社交的な性格でもあり、またル・アーヴル美術学校の夜間課程に通った。翌1918年7月、国際バカロレア第二次試験に合格したがジャンの自由は制限されており、法律を学ぶか父の会社で会計を習うかの選択肢を父に突きつけられ、法律を学ぶということでパリに行くことにした。9月末にパリへ向かい、ジャンは学生街カルティエ・ラタンに部屋を借り、画塾のアカデミー・ジュリアンに通うが伝統的な指導に嫌気がさし、古い芸術感を拒む時代の雰囲気を嗅ぎ取ってはいたが、どういうスタンスをとればいいのかいまいち掴めなかった。1921年には知人を介してアンドレ・マッソンに出会い、そのアトリエは俳優アントナン・アルトーや、民族学者ミシェル・レリス、作家マルセル・ジュアンドーなど才能ある若者のたまり場であった。この時期の作品には「ジョルジュ・ランブールの肖像」などがあり『アヴァンチュール』誌にて発表されたこともあった。
ジャンは1927年にポーレット・ブレと結婚し、1929年に娘が生まれるとジャンは血族とは何らつながりを持たず自らでワイン会社を設立した。事業が軌道に乗ると絵を描きたい衝動が再び影を見せるようになり、1933年にはアトリエ用の部屋を借りた。そうして余暇で絵を描いてきたが1942年には、ジャンはただ絵を描きたいという望みのままに、信頼するリッチェールに会社の経営権を譲った。ジャンの絵はほどなくして注目が得られたが、絵を売りたくないというジャンは画廊の経営者であるルネ・ドルーアンに説得されて、その画廊で1944年10月20日から約1か月「ジャン・デュビュッフェの絵画とデッサン」展が開催され、発表した作品は数日で売却予約が完売した。購入者には小説家のアンドレ・マルローも居た。しかし、異様な個性、不器用で無個性などジャンの芸術を侮辱する反響も大きく、そのためにも注目を集め会期が延長された。

## 画家として
彼は1946年、パリのルネ・ドルーアン画廊で「ミロボリュス・マカダム商会、厚塗り」という奇妙な題名の個展を開く。マカダムとは、道路のアスファルト舗装工法の基礎を築いた人物の名前である。実際、この個展に展示された作品群は、砂、アスファルト、ガラス片などを混入した、まるで道路の表面のような厚塗りの画面に子供の落書きのような筆致で描かれたもので、見る人を困惑させた。この「厚塗り」展は、同じ頃にドゥルーアン画廊で相次いで開かれたフォートリエの「人質（オタージュ）」展（1945年）やヴォルスの個展 (1947年) とともに、第二次大戦後の西洋美術の新たな出発を告げるとともに、アンフォルメルなどの1950年以降の新たな美術の流れの原点に位置するものと言える。

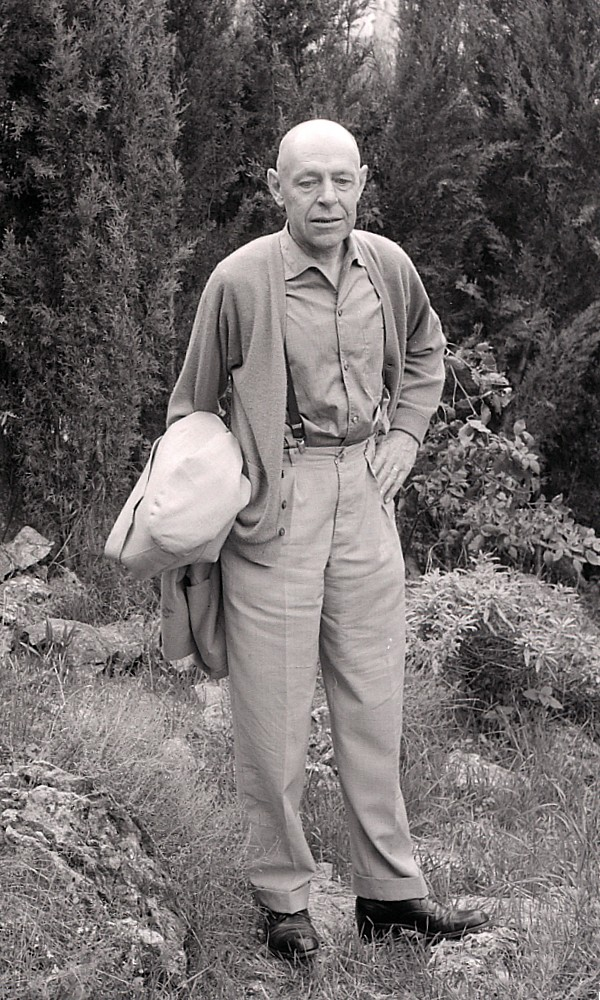
ジャン・デュビュッフェ、1960年、イタリアにて。

1959年2月、パリ市立近代美術館の館長からポーランドで開くフランス絵画展への招待を受け、イギリスからも招待を受けたが、後者では芸術に勲章を与えるという考え方に反対であり「芸術の本当の使命は壊乱なのです」と断っている。国外のデュビュッフェ展が開かれるようになり、フランスでも、パリ装飾美術館で1960年12月から約3か月のフランスでは最初で最大の「デュビュッフェ回顧展」が開催され402点の作品が集められた。本来、近代美術館が手掛けてよいものであったが、そのいくつかの出来事を経てジャンとの仲がよくなかったのである。
1967年にはペンを執ることも多かったジャンの文章をまとめた2巻の『案内書とその後の全著作』がガリマール社より発売される。
1981年には近代美術館でデュビュッフェ生誕80年記念「小像のある風景」と「心理=光景」の展覧会が開催され、カタログの序文は「伝統破壊者デュビュッフェ」であった。

## 美術界へのアール・ブリュットの導入
1923年には、デュビュッフェはハイデルベルク大学附属病院のプリンツホルンの著書『精神病者の芸術性』を入手しており、フランスとスイスの精神病院を訪ねて作品を探した。そうして、アドルフ・ヴェルフリの遺作、アロイーズ・コルバス、ルイ・ステーに出会った。1945年には、アール・ブリュット（生の芸術）と呼んだ、強迫的幻視者や精神障害者の作品には、精神の深淵の衝動が生のままでむき出しに表出されており、ルネッサンス以降の美しい芸術（Beaux-Arts）に対して反文化的だとみなしていた。
1945年7月には、スイスのベルン近郊の精神病院にある小美術館を訪れ、アドルフ・ヴェルフリやハイリンヒ・アントン・ミュラーの作品にも出会い感動し、この頃は作品を写真に納めることを目的としていた。ローザンヌではルイ・ステーの作品に出会い、ジュネーヴでも患者の作品を集めた小美術館を案内してもらい、バーゼルでは刑務所に寄った。旅先から、8月28日付の画家ルネ・オーベルジョノワへの手紙で「アール・ブリュット」という言葉をはじめて記し、旅から帰った9月にはフランス南部のロデーズにある精神病院を訪れ、1945年末には画廊経営者のドルーアンを連れて2度目のスイス探訪を実現し、自らのために独学で作品を生み出す多くの者が存在することをジャンは思い知った。紹介者を通し営利目的もないジャンは好意的に捉えられ、収集の目的はなかったジャンの元には多くの作品が寄贈されコレクションとなっていく。人間の持つ芸術衝動について大勢に知ってもらいたいと思っていたところドルーアンから画廊の地下の提供があり、ここを「生の芸術センター」（フォワイエ・ダール・ブリュット）とし、1947年11月15日に開館した。最初の企画展は、作者も時代も不明の溶岩や玄武岩の彫像であった。精神障害者の芸術が焦点となる以前は、民衆的石像や児童画、民族の仮面や落書きなども並べられたのである。1948年にはセンターを永続的な研究所としようと、コレクションの保管先をユニヴェルシテ通りへ移し、「無償と非営利の団体」であるアール・ブリュット協会を設立した。そうして1951年には100人の作者による1200点のコレクションが出来上がっていた。しかし、資金不足などにより協会は解散する。

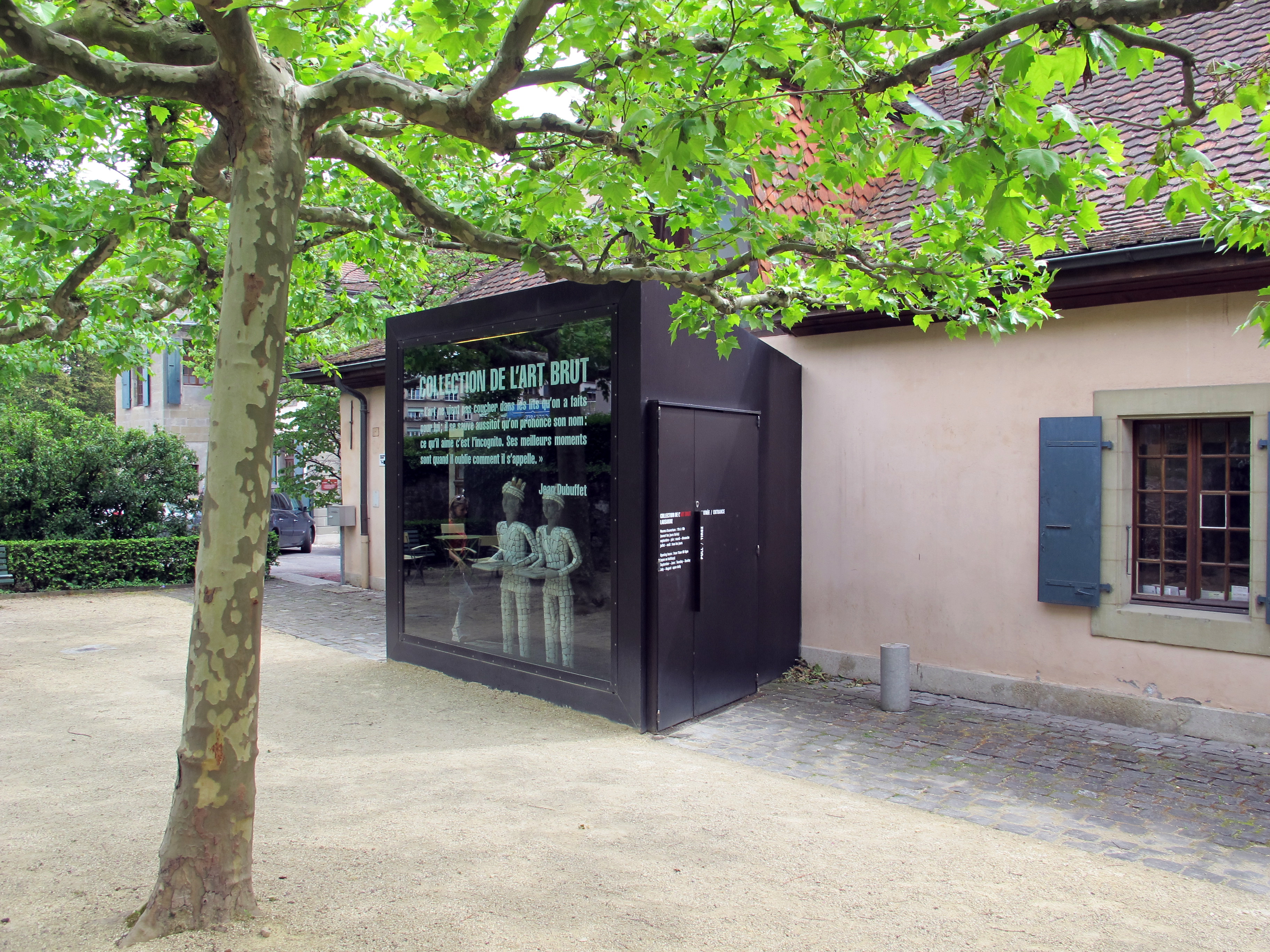
ローザンヌ市のアール・ブリュット・コレクション。

デュビュッフェのコレクションは、1967年にパリ装飾美術館にて初めて展示され公的に認知された。ジャンにとってゆかりのある美術館で、4月から6月まで「アール・ブリュット選抜展」が開催されたのである。ジャンは蒐集したコレクションの永続的な管理を引き受ける場所を探しはじめ、スイスのローザンヌ市長と契約を交わし、1976年2月にベルジュール通りにアール・ブリュット・コレクションが開設された。
洗練された芸術に対する「生の芸術」は、芸術的なものとみなされるものの認識を再構築しており、美術界という制度の中で規範に従った美術作品以外のものを含めて美術の種類として理解するということであり、1960年代以降、そうした領域の芸術への関心は広まってきた。

## 晩年
1985年5月12日、パリの自宅で死去した。6月にはパリ市立近代美術館は弔意で27作品を展示し、9月には記念切手が発行された。
日本でのデュビュッフェ展は1978年にフジテレビギャラリーにて、1982年に西武美術館と国立国際美術館にて、1997年に5つの美術館にて開催されている。

## 作品
- Monument with Standing Beast (1984) （英語）
- Monument au Fantôme （英語）

日本で見られるおもな作品
- 『愉快な夜』 （1949年）国立国際美術館
- 『ご婦人のからだ』（1950）国立西洋美術館
- 『作品』（1948）大原美術館
- 『二人の脱走兵』(1953)愛知県美術館
- 『はばたき』（1961）福岡市美術館

作品
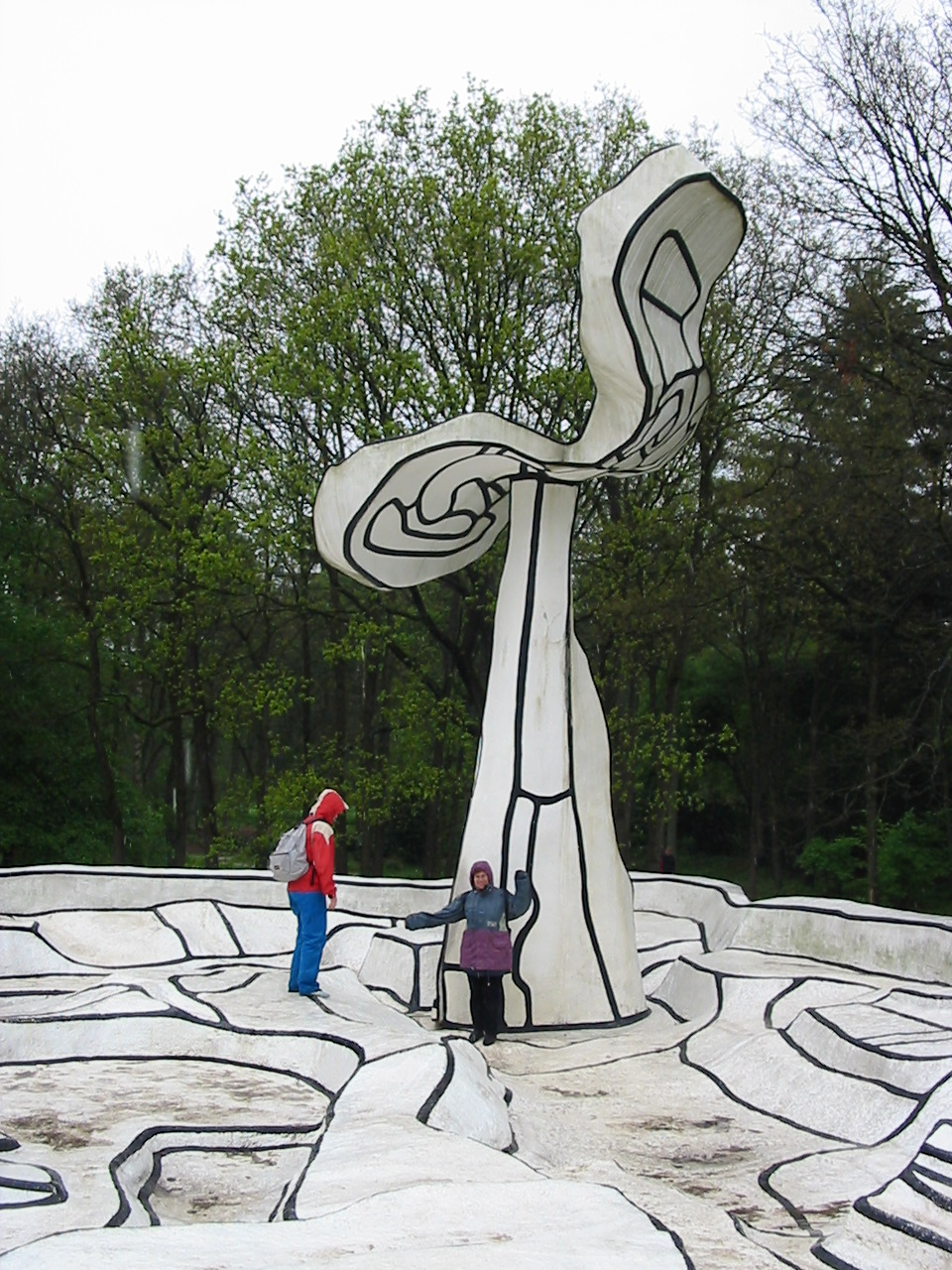
オランダのクレラー・ミュラー美術館にあるデュビュフェの彫刻